# Тау-нейтрино
Тау-нейтрино (позначаються як ντ) — елементарна частинка, один із трьох видів нейтрино, тобто нейтральний лептон. Разом з тау-лептон (таоном), тау-нейтрино складає третє покоління лептонів. Тау-нейтрино є останнім відкритим лептоном і однією з останніх виявлених частинок, передбачених Стандартною моделлю.

## Відкриття
Існування третього виду нейтрино малося на увазі після того, як 1975 року М. Перл з колегами на електрон-позитронному колайдері SPEAR у національній лабораторії SLAC (Стенфорд, США) відкрили тау-лептон. Про експериментальне відкриття тау-нейтрино оголосила в липні 2000 року колаборація DONUT (англ. Direct Observation of the Nu Tau — пряме спостереження нейтрино тау), що працює на побудованій у 1990-х експериментальній установці, розташованій на базі Фермілабу і призначеній спеціально для прямого виявлення тау-нейтрино.
Тау-нейтрино також вдалося ідентифікувати завдяки унікальним детекторам, розміщеним на дослідницькій станції IceCube, розташованій на глибині 1,5 км під поверхнею антарктичних льодовиків. Загалом, на початок 2024 року, було виявлено лише 7 таких частинок, проте це стало значним досягненням у вивченні космічних феноменів.

## Історія
Після відкриття тау-нейтрино залишалася лише одна невиявлена частинка із передбачених Стандартною моделлю — бозон Хіггса, який виявлено 2012 року у Великому адронному колайдері.